# Ucieczka do Egiptu (obraz Nicolasa Poussina)
Ucieczka do Egiptu – obraz francuskiego malarza barokowego Nicolasa Poussina z 1658 roku.

## Historia obrazu
Obraz powstał w latach 1657–1658, na zamówienie przyjaciela Poussina, liońskiego kupca jedwabiu, Jacques’a Serisiera. Po śmierci sponsora w 1667 roku, losy obrazu były nieznane. Obraz znany był jedynie z ryciny. W 1986 roku, dzieło pojawiło się na aukcji w Wersalu, wycenione na 80 tys. franków jako kopia warsztatowa. Prawdziwą atrybucję ustalono w 1994 roku; dziesięć lat później dzieło uznano za francuski skarb narodowy. W 2007 roku obraz został odkupiony od prywatnego kolekcjonera za kwotę 17 milionów funtów. Kwotę taką udało się zebrać dzięki muzeum Luwr (milion euro dotacji), miastu Lyon (250 tys. euro) i datkom wielu prywatnych instytucji, przedsiębiorstw, osiemnastu mecenasów sztuki i donatorów prywatnych. W lutym 2008 roku obraz znalazł się w Musée des Beaux-Arts de Lyon.

## Opis obrazu
Kompozycja obrazu rozwija się wokół przekątnej z lewego dolnego rogu ku górnego prawego, tworząc dwie przestrzenie: niebieską (sacrum) i ziemską (profanum). W centralnej części widoczna jest Święta Rodzina i prowadzący ich Anioł. Każda z postaci odgrywa swoją indywidualną rolę; Józef pyta o drogę Anioła, ten wskazuje mu drogę dłonią, Maria ogląda się nostalgicznie za siebie, osioł w cieniu podąża w niepewną przyszłość. Jedynie mały Jezus niesiony na rękach spogląda wprost na widza. Przekątne obrazu zbiegają się w miejscu, w którym Maria wykonuje gest chroniący Dzieciątko. Ucieczka do Egiptu była pierwszym pełnym bólu doświadczeniem Matki Bożej, zwiastującym Mękę Pańską.
Postacie przedstawione zostały na tle krajobrazu z rzymską wsią, co miało być charakterystycznym motywem dla sztuki klasycystycznej. Poussin przez wiele lat tworzył w Rzymie, znał dzieła klasyków. Prawdopodobnie postać Anioła, była wzorowana na płaskorzeźbie Rafaela a widoczny w tle motyw portyku został zaczerpnięty ze starożytnej mozaiki.